# Three At Last!
Three At Last! er titlen på det første og foreløbigt eneste studiealbum af trioen "Aske Jacoby 3".
Albummet udkom 31. august 2011 hos Zewski Music i samarbejde med Warner Music og indeholder i alt 9 primært rock- og jazznumre, hvor af nogle af skrevet af trioen selv, mens andre er covernumre af kunstnere som John Scofield, Duke Ellington, Bob Dylan og Dolly Parton m.fl.
Trioen består ud over kapelmester Aske Jacoby også af bassist Assi Roar og trommeslager Frands Rifbjerg. De tre havde spillet sammen i mere end 15 år forud for udgivelsen, der - ifølge Jacoby selv - var et udtryk for den kunst, de tre selv brændte allermest for.

## Spor
1. "Honest I Do" - (03:25)
2. "Cissy Strut" - (06:05)
3. "Isfahan" - (04:16)
4. "Most Of The Time" - (05:10)
5. "Traffic/Jam" - (04:25)
6. "Murder Ballad" - (04:30)
7. "Traces of Grace" - (07:30)
8. "The Memories Of You" - (07:18)
9. "Outri" - (00:36)